# Guerre civile rwandaise
Cet article concerne la guerre civile entre 1990 et 1994. Pour le génocide de 1994, voir Génocide des Tutsi au Rwanda.
 (mars 2019).
La guerre civile rwandaise (1990 - 1994) opposa l’armée patriotique rwandaise du Front patriotique rwandais (FPR) aux Forces armées rwandaises (FAR) de la dictature rwandaise hutu du président Juvénal Habyarimana, fermement soutenu par l'engagement politique et militaire français. Cette guerre civile voire ethnique se déroula en deux phases au Rwanda : la première entre 1990 et 1993, année des accords d'Arusha, puis, durant le génocide des Tutsi, entre avril et juillet 1994. Il prit fin définitivement avec la victoire militaire et la prise du contrôle du pays par le FPR. Après une montée en puissance de 1990 à 1994 (arrestation de 10 000 Tutsis en octobre 1990 et massacres de masse successifs sur cette période), le génocide des Tutsis intervient dans cette guerre civile comme solution finale de la deuxième république hutue pour tenter de rester en place. Cette guerre est parfois considérée comme « ethnique » mais l'assimilation des belligérants à des ethnies est aujourd'hui remise en cause.

## Contexte

### Période coloniale
Vers la fin du XIXe siècle, le mwami du clan dominant est Kigeli IV, qui meurt en 1895. En 1885, la Conférence de Berlin attribue le royaume du Rwanda à l'Empire allemand qui l'intègre dans son empire colonial. Les premiers Européens à pénétrer au Rwanda, en 1892 et 1894, sont Oscar Baumann et Gustav Adolf von Götzen. À leur arrivée, les colonisateurs allemands, puis belges trouvent une société qui ne correspond pas aux critères européens et décident de classer les populations en fonction de caractéristiques comme leurs activités ou leur apparence physique. Ils sont en particulier impressionnés par la monarchie rwandaise tutsi et assimilent les Tutsi en général à la cour royale et à une « race » supérieure. Les colonisateurs décrivent les Tutsi comme plus grands, plus beaux et plus aptes à diriger.
L'administration coloniale s'appuie donc sur les Tutsi, au détriment des mwami des clans hutu. L'ancienne distinction entre Hutu et Tutsi s'exacerbe, les Hutu étant considérés comme inférieurs dans la société coloniale. L'accès aux avantages, à l'enseignement et aux postes administratifs est réservé prioritairement aux Tutsi. Les termes de « Hutu » (roturier) et de « Tutsi » (noble) deviennent une référence identitaire essentielle pour les Rwandais, entraînant une différenciation antagonique de la société entre ces deux groupes. Le terme « ethnie » n'ayant pas d'équivalent en kinyarwanda, l'administration coloniale utilise à sa place le terme « ubwoko », qui désigne le clan.
L'histoire enseignée durant la tutelle belge décrit les Hutu majoritaires comme des fermiers d'origine bantoue, tandis que les Tutsi seraient un peuple pastoral arrivé dans la région au  XVe siècle depuis les hauts-plateaux éthiopiens, d'un ADN nilo-hamitique mais des recherches ADN réfutent cette théorie colonisatrice et place leur arrivée vers le IXe siècle. Les Twa seraient les descendants, issus des Pygmées, des premiers habitants de la région.
Ces théories sont désormais fortement remises en cause. On tend aujourd'hui à considérer que les colonisateurs belges des années 1920, négligeant les références claniques, ont interprété de façon ethnique la structure socio-professionnelle de la population, sous l'influence aussi de l'organisation héritée des colonisateurs précédents, les Allemands, et ont ainsi appliqué une politique formellement appuyée par la Société des Nations qui avait confié à la Belgique la tutelle du Ruanda-Urundi.
Les Tutsi, érigés par le colonisateur en caste dominante, sont de plus en plus dénoncés par la majorité hutu à partir des années cinquante. Dans un texte publié le 24 mars 1957, le Manifeste des Bahutu, neuf intellectuels hutu dénoncent « l'exploitation » dont les Hutu seraient victimes. La revendication d'indépendance des Tutsi incite les Belges à renverser leur alliance au profit des Hutu. En novembre 1959 éclate la révolution rwandaise, accompagné de massacres ethniques qui entraîne le départ en exil du roi Kigeli V et de 300 000 Tutsi. La majorité hutu prend le pouvoir, avec le soutien des autorités coloniales belges. Le royaume du Rwanda disparait ainsi le 28 janvier 1961 et la république est instaurée, avant l'indépendance qui est proclamée en 1962.

### Après l'indépendance
La première république est proclamée le 28 janvier 1961 et Grégoire Kayibanda, un Hutu, accède à la présidence de la République le 26 octobre 1961. L'ONU fixe au 1er juillet 1962 la date d'indépendance du Rwanda. La passation des pouvoirs et l'évacuation des troupes belges ont lieu le 1er août 1962. Le nouveau régime affronte des attaques des exilés tutsi, qui sont le prétexte de violentes répressions sur les Tutsi de l'intérieur, notamment en décembre 1963 où plusieurs milliers de Tutsi sont massacrés.
Pour maintenir l'unité politique, Kayibanda instrumentalise les massacres de masse dont furent victimes les Hutu du Burundi en 1972, il justifie la crainte d'une menace des Tutsi rwandais. Les Tutsi, élèves et professeurs, sont systématiquement expulsés de l'enseignement, quelques-uns massacrés dans les établissements scolaires. Ces événements provoquent une nouvelle vague d'exode des Tutsi. Exploitant ces événements, Juvénal Habyarimana renverse Grégoire Kayibanda en juillet 1973, puis fonde un parti en 1975, le Mouvement révolutionnaire national pour le développement (MRND). La même année, le président français Giscard d'Estaing signe un Accord particulier d'Assistance Militaire avec le gouvernement rwandais. Entre 1987 et 1994, des livraisons régulières d’équipement militaire vers le Rwanda seront effectuées par la France. En 1978, Habyarimana change la constitution et fait adopter un régime à parti unique, le MRND, dont tous les Rwandais sont membres d'office.

## Protagonistes

### Front patriotique rwandais (FPR)

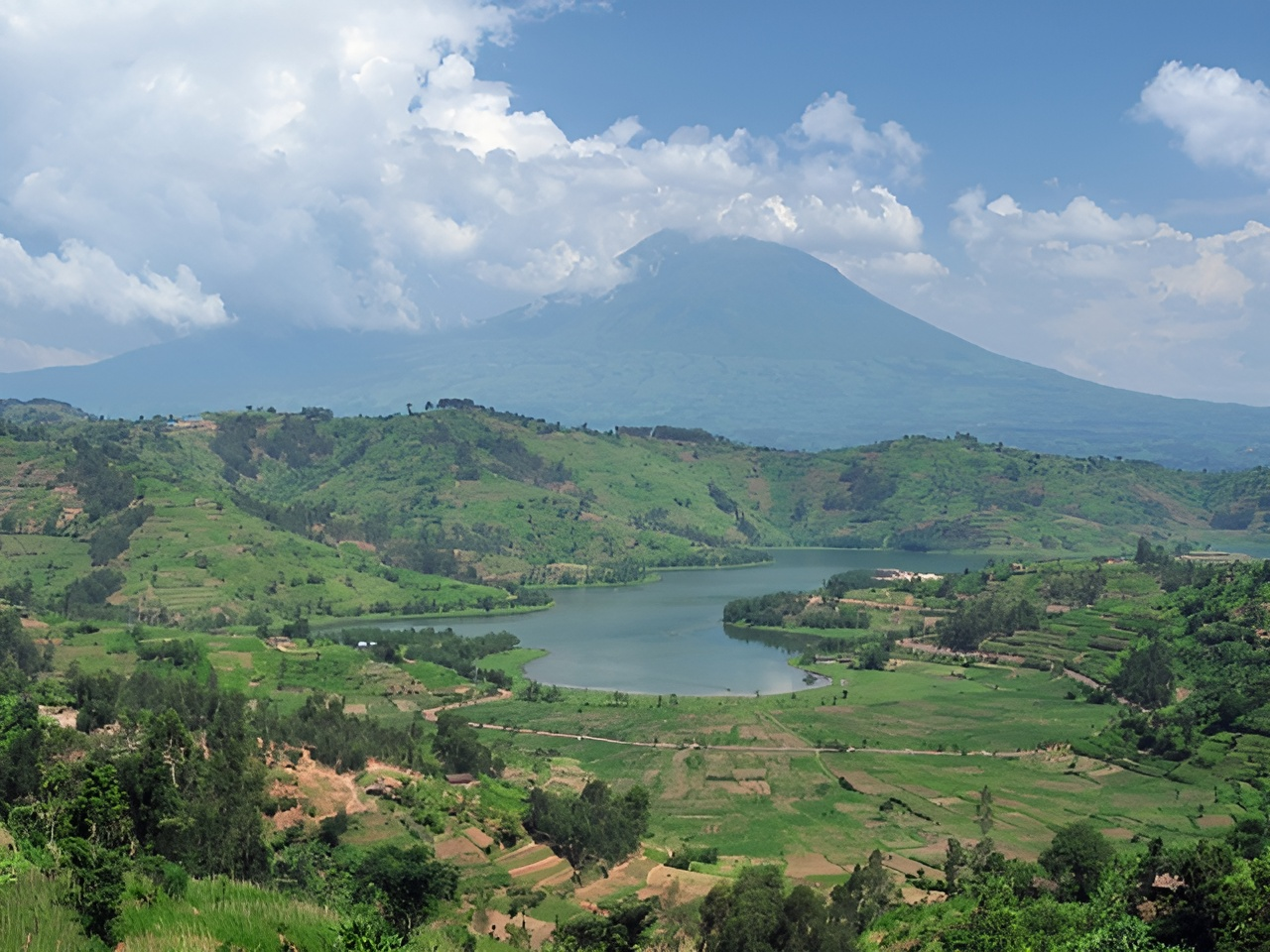
Paysage des montagnes des Virunga, base des rebelles du FPR.

En 1960, les Hutus obtiennent l’indépendance du Rwanda, amenant 200 000 Tutsis à fuir en Ouganda en raison de persécutions, exactions et massacres à leurs encontre. En 1987-1988, des exilés tutsis créent un parti politique, le Front patriotique rwandais (FPR), dans le but de négocier un retour des exilés au Rwanda. Il sera ensuite doté d’une armée, l'APR, dans le but de revenir par la force au pays pour y installer un gouvernement et une armée ouverts à tous les Rwandais, sans discrimination dite « ethnique ». Ses principaux membres sont : Fred Rwigema, président fondateur du FPR, et secrétaire d'État à la Défense de l’Ouganda, puis conseiller du président Yoweri Museveni, Paul Kagame, chef de la Sécurité militaire, Sam Kaka, chef de la Police militaire, le Dr Bayingana, chef du service de santé de l'armée ougandaise, et le commandant Musitu, responsable du service d'entraînement.
Par la suite, des Hutus, dits « modérés », comme Pasteur Bizimungu, fuient le Rwanda gouverné par le président Habyarimana et rejoignent le FPR.

### Forces armées rwandaises (FAR)
Les forces armées rwandaises (FAR) représentent l'armée de l’État du Rwanda depuis l’indépendance du Rwanda en 1960. L’armée est composée presque entièrement de Hutus, selon l'ethnisme en vigueur au Rwanda de 1959 à juillet 1994.

## Première phase (1990-1993)

### Déclenchement militaire du conflit et montée du péril

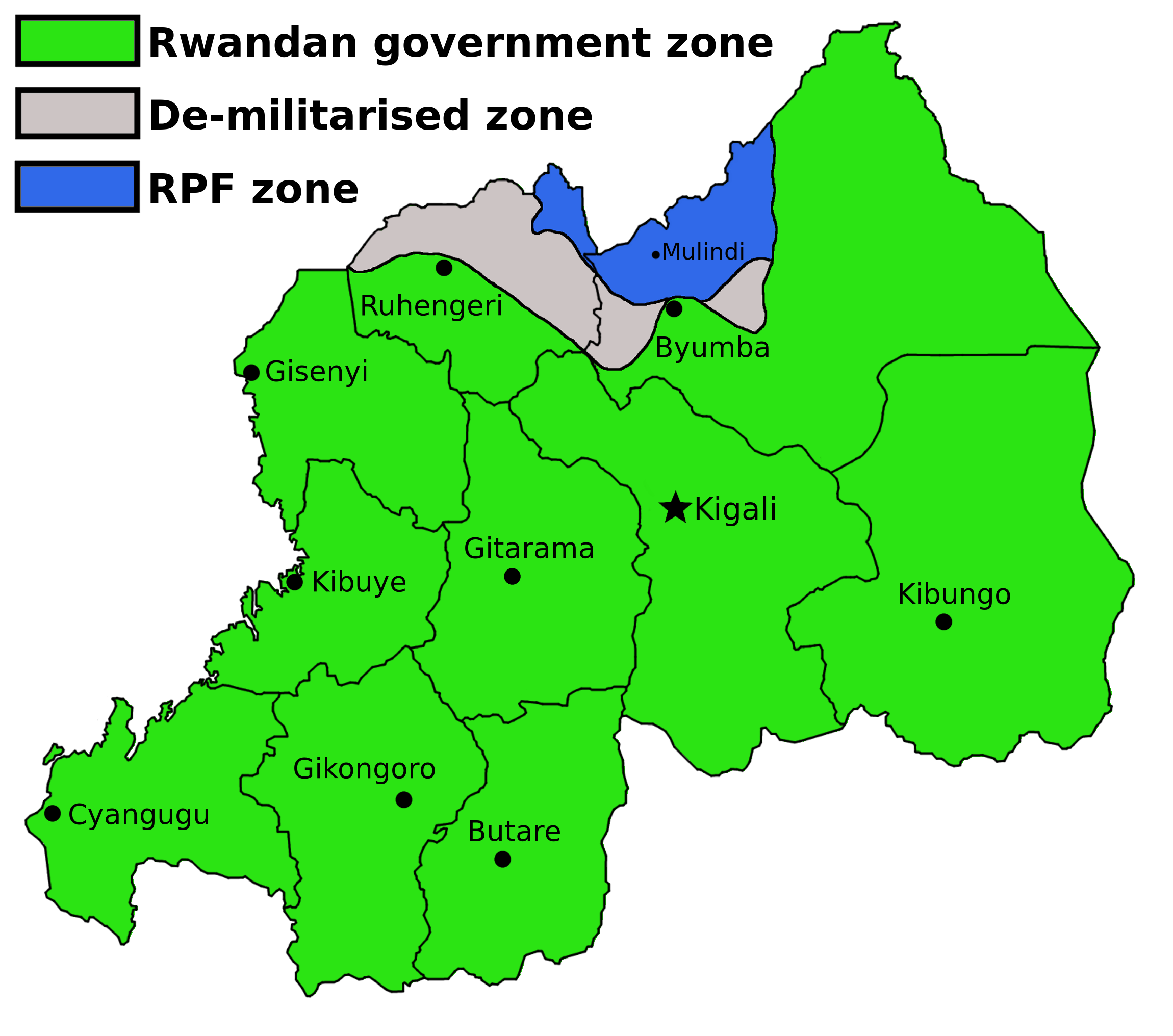
Carte des zones contrôlés par les différents acteurs en février 1993.

Le conflit a commencé le 1er octobre 1990, lorsque le FPR a envahi le Rwanda à partir de l'Ouganda. Selon Human Rights Watch, si les troupes ougandaises n'ont pas participé aux combats, elles soutiennent logistiquement le FPR. Fred Rwigema, président du FPR est tué dès le deuxième jour de l'offensive dans des circonstances obscures et non élucidées. Le FPR est d'abord stoppé par les FAR. Mais en février 1993 il lance une attaque de plus grande envergure au nord du pays. Des centaines de milliers de Rwandais sont obligés de fuir plus au sud à Kigali ou dans des camps de réfugiés insalubres. Pendant toute cette période les violences contre les Tutsis reprennent et dégénèrent parfois en pogroms comme dans les années 60. Les milices Interahamwe sont créées en 1992, tout comme les milices Impuzamugambi, bras armé de la CDR (Coalition pour la défense de la République). Puis en 1993 la Radio-télévision libre des mille collines (RTLM) propage l'idéologie du Hutu Power et lance ouvertement des messages de haine qui deviendront des appels au meurtre après l'attentat.

### Engagement de la France
Le président rwandais Juvénal Habyarimana demande de l’aide à son homologue français François Mitterrand qui lance l'opération Noroît le 4 octobre 1990. Le même mois, 500 soldats zaïrois sont envoyés au Rwanda. Leur manque de discipline et les abus dont ils se rendent coupables poussent à leur retrait au bout de quelques semaines. La guerre prend fin le 4 août 1993, avec la signature des accords d’Arusha.
L'exécutif français est accusé d'avoir soutenu à l'époque militairement un gouvernement sans prendre la mesure des signaux d'alerte quant au risque de génocide. Le rapport Duclert pointe du doigt cet aveuglement de la politique française au Rwanda entre 1990 et 1993.

## Accords d’Arusha et intermède (1992-1994)
Les accords d'Arusha, concernant le Rwanda, se sont déroulés de juin 1992 à août 1993 par étapes successives entre l'État rwandais et le Front patriotique rwandais de Paul Kagame afin de mettre un terme à la guerre civile rwandaise commencée en 1990. Ce fut d'abord le ministre des Affaires étrangères, Boniface Ngulinzira qui dirigea la délégation rwandaise des négociations conduites à Arusha, en Tanzanie. Il fut remplacé par le ministre James Gasana qui mena les accords jusqu'à leur signature en août 1993.
Cinq accords furent signés à partir de juillet 1992. Le dernier accord fut signé le 4 août 1993.Ces accords prévoient à terme l'intégration politique et militaire des différentes composantes internes (à l'exception des partis ouvertement racistes anti-Tutsi) et externes de la nation rwandaise (le FPR) et le départ des troupes françaises (à partir d'août 1992). Une mission des Nations unies, la MINUAR, fut créée le 5 octobre 1993 pour veiller à leur application. Le 5 octobre, la Minuar remplace l'armée française qui quitte le Rwanda le 15 décembre, mettant fin à l’opération Noroît, à l’exception de 24 AMT (assistant militaire technique) autorisés à rester pour des opérations de maintenance technique selon les accords de coopération militaire bilatéraux.
Au terme de ces accords, Faustin Twagiramungu devait former, à partir du 15 décembre 1993, un gouvernement de transition consacrant la réintégration des exilés Tutsi. Fin décembre 1993, Un bataillon du FPR est autorisé à s'installer à Kigali, comme garantie de la sécurité des représentants du FPR qui devaient participer au nouveau gouvernement. Une assemblée nationale de transition est mise en place le 18 mars 1994. Préfigurant également l'intégration militaire des exilés, un détachement de six cents soldats du FPR fut autorisé par les négociations d'Arusha à s'installer dans les locaux du Conseil national de développement (CND) (ancien parlement rwandais).
La mise en œuvre de ces accords sera partiellement retardée par le président Juvénal Habyarimana, dont les alliés extrémistes de la Coalition pour la défense de la République (CDR) n'accepteront pas les termes. Ce fut d'abord le gouvernement du premier ministre Dismas Nsengiyaremye qui négocia les Accords d'Arusha puis celui d'Agathe Uwilingiyimana. Celle ci aurait dû être remplacée par Faustin Twagiramungu en vertu des accords. Cependant elle est assassinée le 7 avril 1994, le lendemain de l'attentat qui coûte la vie au président Juvénal Habyarimana et empêche également l'application des accords d'Arusha. C'est Jean Kambanda qui lui succède pour mettre en place la politique génocidaire du gouvernement intérimaire animé par les membres de Hutu Power.
Les accords d'Arusha ne sont définitivement appliqués qu'à partir du 19 juillet 1994, date de la fin du génocide rwandais.
Avant le génocide, les accords de cessez-le-feu n'ont jamais vraiment été respectés sur le terrain. Durant l'hiver 1994 des caches d'armes et des attentats se sont multipliés dans tout le pays. Le climat d'insécurité est devenu de plus en plus pesant, d'autant plus que des réfugiés hutus du Burundi sont venus grossir les rangs des milices après le coup d'État d'octobre 1993.

## Deuxième phase (avril-juillet 1994)

### Attentat du 6 avril et déclenchement du génocide
Le mercredi 6 avril 1994, deux heures et demie après que la nuit soit tombée sur Kigali, l’avion présidentiel rwandais est abattu par un missile sol-air, provoquant la mort des présidents rwandais Juvénal Habyarimana et burundais Cyprien Ntaryamira. Le major Aloys Ntabakuze (en) va sur le lieu du crash et revient 30 minutes après au camp militaire de Kanombe. Fait remarquable, Il est accompagné d'un officier français, le Lieutenant-Colonel Grégoire de Saint-Quentin ou y retourne aussitôt après avec lui. Le lendemain 7 avril, il rassemble le bataillon paras-commando et lance l’ordre du massacre des Tutsi : « Habyarimana vient de mourir, par conséquent un Tutsi doit mourir où qu’il soit ».
Pendant la nuit, le comité de crise réuni pour former un gouvernement intérimaire rwandais, fait bombarder le CND (conseil national de développement) où loge le FPR et exécuter le 7 avril dans les heures qui suivent leurs opposants politiques dont la Première ministre hutue modérée Agathe Uwilingiyimana, Déo Havugimana, Lando Ndasingwa, Faustin Rucogoza, Joseph Kavaruganda, Félicien Ngango, Frédéric Nzamurambaho…
Le jeudi 7 avril, vers 13 h, les FAR assassinent dix casques bleus belges. Trois heures plus tard, deux groupes du FPR sortent du CND : un groupe va au rond-point N4 et remonte jusqu’à l’hôtel Méridien et l’hôpital Roi Fayçal, pendant que l’autre va du côté de l’hôtel « Chez Lando » et remonte jusqu’au stade Amahoro où se trouve le QG de la MINUAR,,,.
Les effectifs de la MINUAR vont être drastiquement réduits et la mission des Nations-Unies n'aura pas les moyens d'empêcher le drame de se produire.

### Déroulement du génocide
Entre avril et juillet, les Tutsi sont massacrés par des milices extrémistes hutus Interahamwe, les FAR et la population civile. Entre 800 000 et 1 million de personnes sont tuées,.

### Progression et offensive victorieuse du FPR

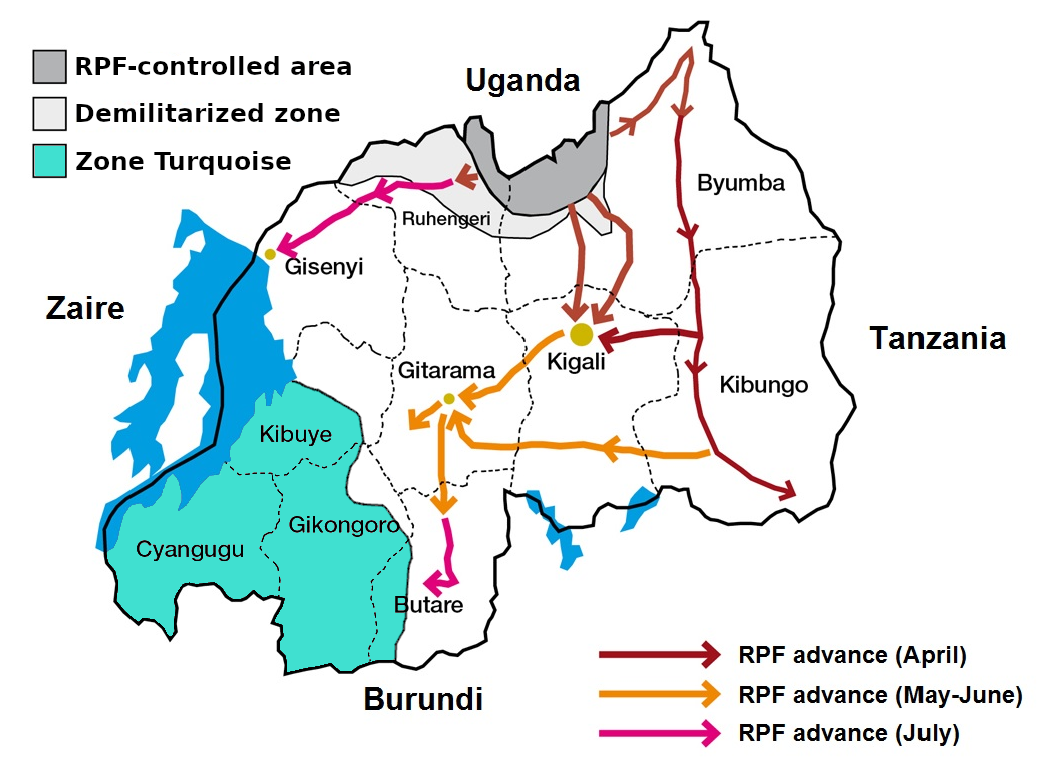
Carte montrant la progression du FPR durant le génocide de 1994.

Selon une version française controversée, le vendredi 8 avril, le FPR serait passé à l'offensive à Kigali, et serait responsable de l’assassinat des gendarmes Didot et Maier et de l'épouse de Didot. Les dates d'entrée en action du FPR et de l'assassinat des gendarmes français sont brouillées par des auteurs et officiers français. Les députés français datent l'entrée en action du FPR au 10 avril 1994. Avec l’Italie et la Belgique, la France organise une réunion à Bruxelles pour coordonner le rapatriement des occidentaux. À 23 h 30, l’opération française Amaryllis et belge Silver Back sont lancés. Le 22 juin, la France lance l’opération Turquoise, une intervention « militaire et humanitaire » controversée, objet de suspicions concernant le rôle de la France dans le génocide. Le 27 juin, sur lacolline de Bisesero, dans l’ouest du Rwanda, un commando d’une dizaine de soldats français, accompagné de trois journalistes découvre des dizaines de rescapés tutsis du génocide. Comme les tueurs hutus rôdent autour d’eux, le chef du commando ne peut pas les secourir immédiatement et promet de revenir. Mais ce n’est que trois jours plus tard, le 30 juin, que les secours arrivent : entre-temps, nombre d’entre eux sont assassinés.
Le 4 juillet, Kigali, évacuée par les forces armées rwandaise, est prise par les combattants du FPR qui ne rencontrent pratiquement aucune résistance. Les es FAR se replient vers l'ouest pour tenter de rejoindre la région de Kibuyé, où les troupes françaises sont présentes, et Gisenyi, où le gouvernement intérimaire rwandais (GIR) s'est retranché. Les soldats du FPR prennent position à tous les carrefours et établissent des barrages sur toutes les avenues. Le lendemain, le commandement de l'opération Turquoise crée une ZHS (zone humanitaire sûre) où se réfugient de nombreux Hutus. Dans les semaines qui suivent, le gouvernement intérimaire, les FAR et les Interahamwe, mais aussi des civils, soit plus d'un million de Hutus se réfugient au Zaïre (Région des grands lacs).
Le 17 juillet 1994, le FPR contrôle l'essentiel du pays, mettant fin au génocide des Tutsis. Le 18, le FPR déclare un cessez-le-feu unilatéral, mettant ainsi un terme définitif à la guerre civile rwandaise. Le 19, le FPR constitue un gouvernement de transition avec le hutu modéré Pasteur Bizimungu comme président de la République, Paul Kagame comme vice-président et ministre de la Défense, et Faustin Twagiramungu, hutu comme Premier ministre, respectant ainsi les accords d'Arusha. Le 22 août, l'opération Turquoise est terminée, remplacée par la Minuar II.
Le 19 avril 1995, les Casques bleus quittent le Rwanda.
En juillet 1994 la guerre civile est terminée mais elle se poursuit à l'extérieur contre les camps de réfugiés au Zaïre puis lors des deux guerres du Congo.
L'ONU et des ONG comme Human Rights Watch ont documenté les actes attribuables au FPR, actes qualifiés de violations du droit humanitaire et de crimes contre l'humanité.

## La justice française à propos de l'attentat du 6 avril 1994
Le juge Bruguière délivre en novembre 2006 neuf mandats d'arrêt visant l'entourage de Paul Kagame. Néanmoins, une expertise balistique effectuée ultérieurement dans le cadre de l'instruction menée par Marc Trévidic désigne les extrémistes Hutu en tant que commanditaires de l'attentat : l'abandon des poursuites dirigées contre les proches du président rwandais est ordonné en décembre 2018 ; le non-lieu est confirmé en juillet 2020 par la Cour d'appel de Paris.

## Dans la culture populaire
Le film Hôtel Rwanda sorti en 2005 donne lieu à de vives polémiques autour de l'authenticité du récit,. Shooting Dogs, sorti la même année, est tourné sur les lieux mêmes d'un massacre[Où ?] avec des rescapés. On peut aussi retrouver le vécu d’un jeune Rwandais durant cette guerre dans le roman Petit Pays de Gaël Faye.